# Kazimierz Ossoliński
 Kazimierz Ossoliński (ur. 1738 w Balicach, zm. przed 25 lutego 1794 roku) – podkomorzy mielnicki  w 1775 roku,  chorąży mielnicki w latach 1772–1775, stolnik mielnicki w latach 1769–1772, podczaszy mielnicki w latach 1765–1769, pułkownik wojsk koronnych.

## Życiorys
Jego ojciec Józef Ossoliński (zm. 1756) - herbu Topór, - chorąży podlaski, liwski, podczaszy mielnicki. Matką jego była Teresa Sienicka (1717- 1786)
Jego bratem był Ignacy Franciszek Ossoliński (1732–1783) - biskup kijowski. 
W latach 1755–1758 przebywał na dworze swego krewnego Franciszka Maksymiliana Ossolińskiego w Lunéville. W Lotaryngii służył w wojsku Stanisława Leszczyńskiego w stopniu kapitana kawalerii. 
Po powrocie do Polski, rozpoczął służbę wojskową w armii koronnej, gdzie dosłużył się stopnia pułkownika.
Jako poseł ziemi mielnickiej 29 kwietnia 1761 roku zerwał sejm nadzwyczajny. Członek konfederacji Andrzeja Mokronowskiego w 1776 roku, poseł na sejm 1776 roku z ziemi mielnickiej, sędzia sejmowy z województwa podlaskiego w 1776 roku.
Ożenił się z po raz pierwszy w 1760 roku z Katarzyną Cieszkowską, następnie z Fredrówną, a po jej śmierci z hrabianką Antoniną Butler (1742–1796), córką Józefa i Teresy z Urbańskich. 
Po ojcu odziedziczył klucz Woźniki k. Łosic. Trzecia żona Antonina Butler wniosła mu Uchanie i Radzięcin k. Zamościa. 
Jego synem był; Franciszek Felicjan (bezpotomny). Po jego tragicznej śmierci (1786) w młodzieńczych latach, wystawił w należącej do syna wsi Niwiski; kościół parafialny. Miał też pięć córek; Mariannę (ur. 1769), Apolonię (ur. 1791), Teresę (zm. 1796), Różę, Teklę.
Kazimierz Ossoliński zmarł w 1794 r.